# Далецкий, Юрий Львович
Юрий Львович Далецкий (16 декабря 1926, Чернигов — 12 декабря 1997, Киев) — советский и украинский математик, академик НАН Украины. Специалист в области дифференциальных уравнений в бесконечномерных пространствах.

## Биография
Отец был репрессирован. Мать — Фаня Ефраимовна (Ксения Ефремовна) Небрат, родом из Бердичева. Племянник Льва Ефраимовича Небрата, инженера-энергетика, лауреата Сталинской премии.
Ю. Л. Далецкий — участник Второй мировой войны. В возрасте 17 лет участвовал в боях на Втором Дальневосточном фронте.
После демобилизации в 1946 г. стал студентом механико-математического факультета Киевского государственного университета. После окончания университета в 1951 году работал ассистентом Киевского политехнического института (КПИ). В 1962 году получил степень доктора физико-математических наук в МГУ. В течение 46 лет Ю. Л. Далецкий работал в КПИ, с 1964 года — профессор.
Ю. Л. Далецкий — автор около 180 статей и книг. Он был руководителем 30 кандидатских и консультантом 8 докторских диссертаций, членом редакционной коллегии журнала «Methods of Functional Analysis & Topology».

## Семья
- Жена (с 1957) — Лариса Петровна Далецкая, врач.
  - Сын — Алексей Юрьевич Далецкий, математик, доктор физико-математических наук, профессор Йоркского университета[5].

## Научная деятельность
Ю. Л. Далецкий начал заниматься научной работой уже в студенческие годы под руководством С. Г. Крейна. Основное направление его исследований, которому посвящено около 100 научных работ, среди которых 2 монографии и 4 обзорных статьи в УМН, — эволюционные дифференциальные уравнения в бесконечномерных пространствах. В этих исследованиях широко использовались методы теории случайных процессов, функционального анализа и дифференциальной геометрии бесконечномерных многообразий.
В 1950 г. Ю. Л. Далецкий начал заниматься асимптотическими методами для дифференциальных уравнений с малым параметром в бесконечномерных пространствах. Результаты этих исследований отражены в совместной с М. Г. Крейном монографии по теории устойчивости. В ней была обобщена на бесконечномерный случай теория устойчивости А. М. Ляпунова, а также ряд результатов Н. М. Крылова — Н. Н. Боголюбова — Ю. А. Митропольского, в частности, конструкция устойчивых интегральных многообразий.
Связи эволюционных операторных уравнений и функционального интегрирования посвящены исследования, начатые Ю. Л. Далецким в 1957 г. Результаты этих исследований вошли в докторскую диссертацию, защищенную в 1962 г. в МГУ. Среди них доказательство аналогов формулы Фейнмана-Каца для уравнений и систем параболического и гиперболического типа, а также уравнения Шрёдингера, обоснование соответствующих фейнмановских интегралов.
Существенную роль в этих результатах играла конструкция, основанная на мультипликативном представлении эволюционного оператора линейного дифференциального уравнения. Впоследствии она широко применялась в работах по теории функционального интегрирования. Мультипликативное представление эволюционного оператора (полученное в бесконечномерном случае независимо Г. Троттером) в автономной ситуации сводится к формуле, алгебраический вариант которой содержится ещё в работах Софуса Ли. В дальнейшем такие мультипликативные представления были обобщены Ю. Л. Далецким и его учениками на нелинейные уравнения и применены к построению функциональных интегралов по пространству ветвящихся траекторий.
С 1962 г. начались совместные исследования Ю. Л. Далецкого и С. В. Фомина по теории меры на бесконечномерных пространствах и её приложениям к дифференциальным уравнениям. Их итоги были обобщены в монографии, написанной уже после смерти С. В. Фомина.
При изучении уравнений в частных производных относительно функций от бесконечномерного аргумента исследователи сталкиваются с невозможностью прямого переноса классических методов. Ю. Л. Далецкий предложил использовать в этих задачах методы теории случайных процессов. Он исследовал бесконечномерные диффузионные уравнения, установил условия корректности задачи Коши для уравнений второго порядка относительно функций на гладких бесконечномерных многообразиях и сечений векторных расслоений над ними.
Ю. Л. Далецкий обнаружил взаимосвязь между логарифмической производной гладкой меры, заданной на бесконечномерном многообразии, и расширенным стохастическим интегралом.

## Основные труды
- Далецкий Ю. Л., Крейн М. Г. Устойчивость решений дифференциальных уравнений в банаховом пространстве. — М.: Наука, 1970. — 536 с.
- Далецкий Ю. Л., Фомин С. В. Меры и дифференциальные уравнения в бесконечномерных пространствах. — М.: Наука, 1983. — 384 с.
- Далецкий Ю. Л., Белопольская Я. И. Стохастические уравнения и дифференциальная геометрия. — Киев: Выща школа, 1989. — 295 с.